# Robinson Crusoe (1927)
Robinson Crusoe é um filme mudo britânico de 1927, do gênero drama, dirigido por M.A. Wetherell e estrelado por Wetherell, Fay Compton e Herbert Waithe. É uma adaptação do romance homônimo de Daniel Defoe. Um homem náufrago torna-se preso em uma ilha deserta. Foi feito em Cricklewood Studios e Lime Grove Studios, em Londres.

## Elenco
- M.A. Wetherell — Robinson Crusoe
- Fay Compton — Sophie
- Herbert Waithe — Friday
- Reginald Fox